# Kamsarmax

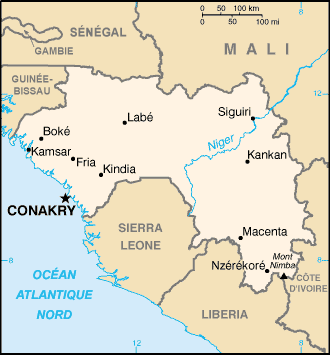
Carte de Guinée avec le port de Kamsar à l'ouest.

Kamsarmax désigne une classe particulière de vraquiers, conçus spécialement pour pouvoir charger de la bauxite au terminal dédié du port de Kamsar en Guinée ; ce pays est actuellement le principal producteur de bauxite d'Afrique et un des plus importants au monde, produisant plus de 15 millions de tonnes par an avec la plus grande réserve au monde estimée (7,4 milliards de tonnes).
La longueur de ces navires est limitée à 229 mètres par l'agencement du port, ce qui donne des navires à peu près de taille Panamax mais avec un port en lourd de l'ordre de 82 000 tonnes.